# Extraña regresión
Extraña regresión es una película de terror colombiana estrenada en 1985 y dirigida por el caleño Jairo Pinilla. Estuvo protagonizada por Azucena Celmín, Gloria Bohórquez, Carlos Convers, Gustavo Otero, Elena Pelusi, Patricia Silva y Catalina Convers. Narra la historia de Laura, una joven cuya madre fue asesinada y decide realizar una regresión para poder comunicarse con ella y dar con el paradero de su asesino, incluso entregando su propia vida para lograrlo.

## Reparto
| Actor            | Personaje |
| ---------------- | --------- |
| Azucena Celmín   |           |
| Gloria Bohórquez |           |
| Carlos Convers   |           |
| Gustavo Otero    |           |
| Elena Pelusi     |           |
| Patricia Silva   |           |
| Catalina Convers |           |